# Corund
Corund é uma comuna romena localizada no distrito de Harghita, na região histórica da Transilvânia. A comuna possui uma área de 113.51 km² e sua população era de 6266 habitantes segundo o censo de 2007.